# Drieňok (potok)
Drieňok, někdy také označován jako Drienok, je potok ve slovenském regionu Gemer, protéká územím okresů Revúca a Rimavská Sobota. 
Je to pravostranný přítok (západního) Turce a měří 8,8 km. Pramení v Revúcké vrchovině na západním svahu vrchu Dúbrava (Kriváňov, 546,0 m n. m.), jižně od obce Ratkovská Suchá, v nadmořské výšce okolo 420 m n. m. Nejprve teče jihovýchodním směrem, přičemž na středním toku vytváří hlubší zařezané údolí se strmými břehy, s projevy erozní činnosti srážkové vody a osamoceným skalním útvarem. Níže, přímo pod hradem Drienok, přitéká zprava přítok od obce Lipovec a vtéká na území Železnícké brázdy. Z levé strany přitéká vedlejší rameno Turce a stáčí se na východ a zprava přitéká ještě kratší přítok.